# Église presbytérienne non-confessante d'Irlande
L'Église presbytérienne non-confessante d'Irlande, en anglais Non-subscribing Presbyterian Church of Ireland, est une Église protestante libérale en Irlande et Irlande du Nord. Elle refuse toute crédo et déclaration de foi commune obligatoire, et insiste sur la liberté de conscience individuelle.
L'Église presbytérienne non-confessante d'Irlande est membre fondatrice du Conseil des Églises d'Irlande et du Réseau protestant libéral européen (ELPN). 
Aujourd'hui, l’Église compte trente-trois paroisses sur l'île d'Irlande, divisées en trois presbytères, et compte près de quatre mille membres. Elle entretient vingt-cinq pasteurs, femmes et hommes. Elle est également membre de l'Association internationale pour la liberté de religion.

## Histoire

Évolution des églises presbytériennes en Irlande du Nord

L'Église plonge ses racines au début du 18e siècle, lorsque des pasteurs refusèrent d'adhérer lors de leur ordination à la Confession de foi de Westminster, une déclaration de foi réformée strictement calviniste. Ils sont placés en 1725 dans le presbytère d'Antrim. Un désaccord similaire conduit en 1830 à la création du Synode remonstrant d'Ulster en 1830. En 1835, les deux organismes, avec le Synode de Munster, forment l'Association des Irlandais presbytériens non-confessant,.
L'Église presbytérienne non-confessante d'Irlande se structure officiellement en 1910 lorsque le presbytère d'Antrim, le Synode remonstrant d'Ulster et les congrégations qui avaient formé l'Union des congrégations libres (un groupe radical composé de quelques congrégations qui avaient quitté le Synode Remonstrant ou le Presbytère d'Antrim) forment le Synode Général. En 1910, seules trois congrégations du Synode original de Munster sont dans le sud de l'Irlande. Le Synode de Munster rejoint officiellement le Synode général en 1935.
L'Église est membre de l'Assemblée générale des Églises chrétiennes libres et unitarienne du Royaume-Uni (General Assembly of Unitarian and Free Christian Churches) depuis sa fondation en 1928, et depuis 2010 reconnue comme une dénomination autonome. 

## Déclaration des principes

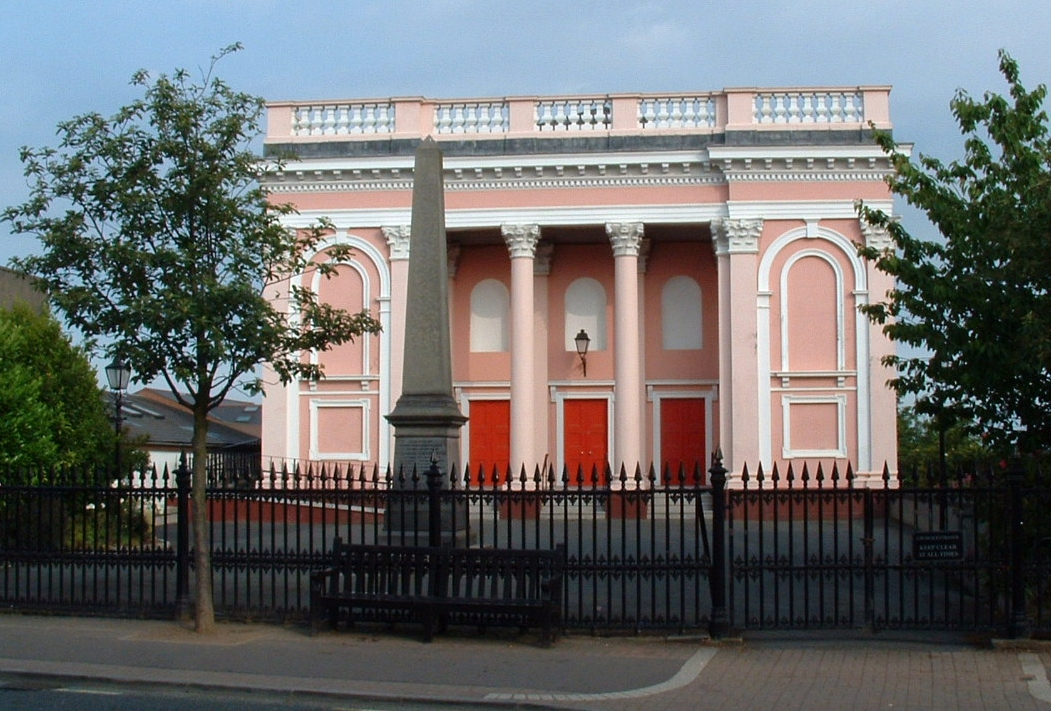
Le premier temple presbytérien non-confessant d'Holywood, en Irlande du Nord

L'Église presbytérienne non-confessante d'Irlande a une déclaration de principes unitaires qui déclare
« Nous déclarons allégeance au principe selon lequel :
- l'enseignement du Christ doit avoir préséance sur les doctrines des époques ultérieures, et
- L'unité chrétienne doit être recherchée, non pas dans l'uniformité de la croyance, mais dans une norme commune de devoir et d'adhésion aux commandements énoncés dans la Bible.

Notre foi :
- est régi par les Écritures de l'Ancien et du Nouveau Testament de la Bible
- affirme et défend le droit de chaque individu de rechercher dans ses traces scripturaires pour lui-même et d'utiliser la raison et sa conscience personnelle pour découvrir la vérité divine de Dieu
- supprime les interrogations humaines et les confessions de foi qui restreignent le jugement privé et empêchent la libre enquête
- soutient la belle simplicité des grands commandements tels que définis par Jésus-Christ: « Tu dois aimer le Seigneur ton Dieu de tout ton cœur, de toute ton âme et de toute ta pensée » et « Tu dois aimer ton prochain comme toi-même » [4].

L’Église se reconnait comme membre de la famille chrétienne. En commun avec la plupart des églises protestantes, elle reconnait les deux sacrements de la Sainte-Cène (Communion) et du Baptême.

### Autres confessions presbytériennes en Irlande
- Église presbytérienne en Irlande
- Église presbytérienne réformée d'Irlande